# Eva Michaelis
Eva Michaelis (* 5. September 1973 in Hamburg) ist eine deutsche Synchronsprecherin sowie Sprecherin von Hörspielen und Hörbüchern.

## Leben
Ihre erste Sprechrolle bekam Michaelis bereits vor ihrer Einschulung. Seit dem 12./13. Lebensjahr war sie neben der Schule regelmäßig als Sprecherin für Kinderrollen tätig, unter anderem in den Zeichentrickserien Die Schlümpfe und Galaxy Rangers sowie im Horrorfilm Freitag der 13. Teil VI – Jason lebt (1986). Nach dem Schulabschluss begann die gebürtige Hamburgerin ein Schauspielstudium, brach dieses jedoch wieder ab. Es folgten weitere Studienanläufe in Geschichte, Philosophie und Politik, ehe sich Michaelis dazu entschloss, die Synchronsprechertätigkeit zu ihrem Hauptberuf zu machen.
Seit ihrer Kindheit lieh Michaelis zahlreichen Serien- und Filmrollen ihre Stimme, darüber hinaus spricht sie auch in Hörspielen, Hörbüchern und Videospielen.

## Synchronrollen (Auswahl)

### Filme
- 1974: Silvia Tortosa in The Loreley’s Grasp – Die Bestie im Mädchen-Pensionat als Elke Ackermann (Synchro 2011)
- 1993: Virginya Keehne in C2 – Killerinsekt als Melissa Danson
- 1998: Laure Marsac in Geheimsache als Véronique/Ludivine
- 1999: Amanda Ryan in David Copperfield als Agnes Wickfield (Synchro 2008)
- 2001: Vanessa Branch in Ticker als Rotschopf
- 2001: Eliza Dushku in Soul Survivors als Annabel
- 2001: Emmanuelle Devos in Tödliche Bekenntnisse als Carla
- 2002: Cerina Vincent in Cabin Fever als Marcy
- 2004: Bojana Novaković in Thunderstruck als Anna
- 2005: Chandra West in FBI: Die Vermittlerin als Elizabeth Moss
- 2006: Samantha Morton in Die Moormörderin von Manchester als Myra Hindley
- 2008: Paula Patton in Swing Vote – Die beste Wahl als Kate Madison
- 2008: Karen David in Color of Magic – Die Reise des Zauberers als Liessa
- 2008: Lisa Ray in The Summit – Todesvirus beim Gipfeltreffen als Rebecca Downy
- 2008: Marisa Sullivan in Jeder mit jedem – Freie Fahrt für einen Tag als Susan McMillan (Synchro 2012)
- 2009: Morena Baccarin in Stolen Lives – Tödliche Augenblicke als Rose Montgomery
- 2009: Emilie Deville in Lehrjahre der Macht als Ana Karnonski
- 2009: Briana Evigan in S. Darko – Eine Donnie Darko Saga als Corey Corn
- 2009: Jaime King in My Bloody Valentine 3D als Sarah Palmer
- 2009: Taryn Manning in The Devil’s Tomb als Doc
- 2010: Eva Green in Womb als Rebecca
- 2010: Amy Rasimas Holt in Dinocroc vs. Supergator als Cassidy Swanson
- 2010: Majandra Delfino in So spielt das Leben als Jenna
- 2011: Anna Friel in Neverland – Reise in das Land der Abenteuer als Captain Elizabeth Bonny
- 2011: Ricky Koole in Sonny Boy – Eine Liebe in dunkler Zeit als Rika van der Lans
- 2012: Laetitia Favart in Frankreich privat – Die sexuellen Geheimnisse einer Familie als Nathalie
- 2012: Marsha Regis in Das Philadelphia Experiment – Reactivated als Rami
- 2013: Lise Chevalier in 11.6 – The French Job als Empfangsdame
- 2013: Rileah Vanderbilt in Hatchet 3 als Dougherty
- 2014: Olga Kurylenko in Vampire Academy als Direktorin Kirova
- 2014: Kate Mulvany in Der kleine Tod. Eine Komödie über Sex als Evie
- 2014: Jordin Sparks in Left Behind als Shasta Carvell

### Serien
- 1985–1992: Tracey Gold in Unser lautes Heim als Carol Seaver (Staffel 1–4, 92 Folgen)
- 1991–2002: Christine Cavanaugh in Rugrats als Charles ‘Chuckie’ Finster, Jr. (140 Folgen)
- 2001–2004: Victoria Pratt in Mutant X als Shalimar Fox (66 Folgen)
- 2001–2003: McLeods Töchter als Rebecca „Becky“ Howard
- 2002: Elizabeth Ann Bennett in Dead Zone als junge Abigail Travers (Folge 1x04)
- 2002–2007: Akeno Watanabe und Akiko Koike in Naruto als Tayuya und Kin Tsuchi
- 2004–2006: Mary McCormack in The West Wing – Im Zentrum der Macht als Kate Harper (48 Folgen)
- 2007: Carly Pope in Die Geheimnisse von Whistler als Bailey (Folgen 2x12–13)
- 2008–2009: Michaela Watkins in The New Adventures of Old Christine als Lucy (7 Folgen)
- 2009: Victoria Pratt in Life als Diane Graham (Folge 2x09)
- 2009: Marisa Coughlan in Medium – Nichts bleibt verborgen als Gabrielle (Folge 5x01)
- 2009: Janina Gavankar in Navy CIS als Angela Lopez (Folge 6x12)
- 2009: Kelly Hu in Numbers – Die Logik des Verbrechens als Alice Chen (Folge 5x13)
- 2009: Emily Rios in Dr. House als Sophia Isabel Velez (Folge 5x08)
- 2009: Jodi Lyn O’Keefe in Prison Break als Susan B. Anthony/Gretchen Morgan (Staffel 3–4)
- 2009–2010: Serinda Swan in Smallville als Zatanna Zatara (3 Folgen)
- 2009–2010: Eliza Coupe in Scrubs – Die Anfänger und Scrubs – Med School als Dr. Denise Mahoney (24 Folgen)
- 2010: Virginia Kull in Boardwalk Empire als Nan Britton (4 Folgen)
- 2010: Erin Cahill in Navy CIS als Navy Lieutenant Jessica Summers (Folge 7x03)
- 2010: Diane Farr in Desperate Housewives als Barbara Orlofsky (Folge 6x20)
- 2010: Jenna Leigh Green in Castle als Molly (Folge 2x13)
- 2010: Lily Rains in Navy CIS als Nora Williams (Folge 7x13)
- 2010–2012, 2014, 2017: Sara Canning in The Vampire Diaries als Jenna Sommers (45 Folgen)
- 2010–2016: Archie Panjabi in Good Wife als Kalinda Sharma (134 Folgen)
- 2011: Arlene Tur in Torchwood als Dr. Vera Juarez (5 Folgen)
- 2011–2013: Rhea Seehorn in Alex und Whitney – Sex ohne Ehe als Roxanne Harris (38 Folgen)
- 2012–2013: Sara Canning in Primeval: New World als Dylan Weir (13 Folgen)
- 2012–2013: Olga Kurylenko in Magic City als Vera Evans (16 Folgen)
- 2014: Eve Harlow in Fargo als junge Helena (Folge 1x04)
- 2014–2015: Lene Maria Christensen in Die Erbschaft als Solveig Riis Grønnegaard (17 Folgen)
- 2014–2015: Cara Gee in Strange Empire als Kat Loving (13 Folgen)
- 2014–2015: Miyuki Sawashiro in Noragami als Bishamon (25 Folgen)
- 2015–2017: Jodi Lyn O’Keefe in Vampire Diaries als Dr. Josette Laughlin / Florence (26 Folgen)
- 2018–2022: Pihla Viitala in Deadwind als Sofia Karppi (24 Folgen)

## Hörspiele  & Hörbücher (Auswahl)
- 2002/2003: 4 1/2 Freunde (4 Folgen, Rolle: Nicole, Regie: Thomas Karallus)[1]
- 2007: Ann Granger: Mord ist aller Laster Anfang, Lübbe Audio & Audible